# Ugny-sur-Meuse
Ugny-sur-Meuse é uma comuna francesa na região administrativa de Grande Leste, no departamento de Meuse. Estende-se por uma área de 4,29 km². Em 2010 a comuna tinha 114 habitantes (densidade: 26,6 hab./km²).